# En septiembre
En septiembre es una película española de drama estrenada en España el 1 de marzo de 1982, escrita y dirigida por Jaime de Armiñán. Fue presentada internacionalmente en enero de 1982 en el Festival Internacional de Cine de Manila.

## Sinopsis
Un grupo de antiguos alumnos, que ya alcanza una media de edad de cuarenta años, decide rememorar su etapa estudiantil organizando una excursión en bicicleta a la Sierra de Guadarrama con motivo de los 20 años de la inauguración de su antiguo colegio "Ateneo". Durante su acampada, irán reviviendo sus anécdotas de adolescentes y dándose cuenta de que cualquier tiempo pasado fue mejor, mostrando el desencanto de una generación y la nostalgia de un tiempo en el que se sentían imbatibles.

## Reparto
- Carmen de la Maza como Carola.
- Amparo Baró como Aurora.
- María Massip como Leticia.
- María Luisa Merlo como Ana.
- Paula Martel como Teresa.
- Agustín González como José Luis.
- Álvaro de Luna como Perico.
- José Moratalla como Manolo.
- José Luis Pellicena como José Ramón.
- Luisa Rodrigo como Señorita María.
- Raúl Sender como Marido de Carola.
- Fernando Colomo como Antiguo alumno (cameo).
- José María González Sinde como Antiguo alumno (cameo).
- Manuel Gutiérrez Aragón como Antiguo alumno (cameo).
- Rosa Montero como Antigua alumna (cameo).